# Malin Diaz
Malin Diaz Pettersson (* 3. Januar 1994) ist eine schwedische Fußballspielerin.

## Karriere

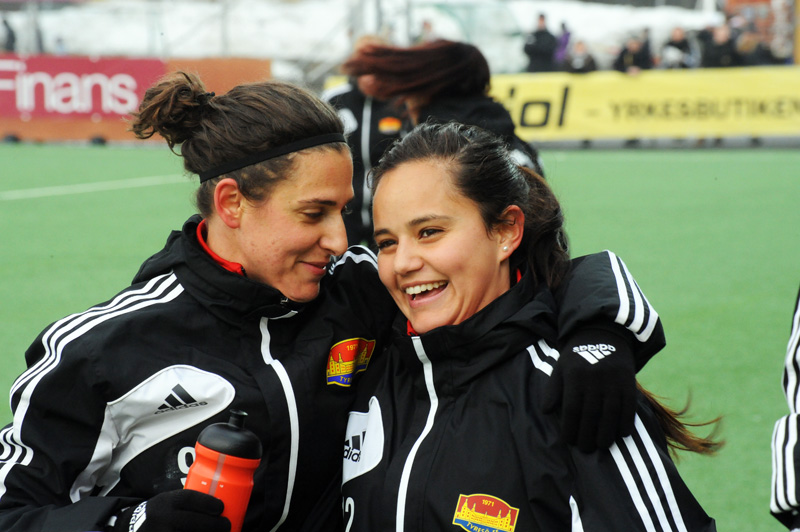
Diaz (rechts) neben Verónica Boquete (2013)

### Vereine
Diaz begann ihre Karriere im Jahr 2009 als Fünfzehnjährige beim Erstligisten AIK Solna. Dem Abstieg Solnas aus der Damallsvenskan 2010 folgte ein Jahr später der umgehende Aufstieg in die höchste schwedische Spielklasse. Zur Saison 2013 wechselte Diaz zum amtierenden Meister Tyresö FF, bei dem sie sich jedoch nicht endgültig durchsetzen konnte. Dennoch kam sie im Finale der UEFA Women’s Champions League 2013/14 zu einem Startelfeinsatz. Nachdem Tyresö kurz nach diesem verlorenen Endspiel zahlungsunfähig geworden war, wurde Diaz vertragslos und schloss sich wenige Monate später dem ambitionierten Erstligaaufsteiger Eskilstuna United an.

### Nationalmannschaft
Diaz nahm mit der U-19-Nationalmannschaft Schwedens siegreich an der U-19-Fußball-Europameisterschaft der Frauen 2012 teil und erzielte im Turnierverlauf zwei Treffer. Nach einigen Einsätzen in der U-23-Nationalmannschaft Schwedens debütierte sie am 5. April 2014 bei einem WM-Qualifikationsspiel gegen Nordirland in der schwedischen A-Nationalmannschaft. Im Mai 2015 wurde sie als jüngste schwedische Spielerin für die WM 2015 nominiert. Sie wurde aber nicht eingesetzt und ihre Mannschaft schied dann ohne ihre Mitwirkung im Achtelfinale gegen Deutschland aus.
Am 22. September 2015 erzielte sie beim EM-Qualifikationsspiel gegen Polen ihr erstes Länderspieltor.

## Erfolge
- 2012: Sieger der U-19-Fußball-Europameisterschaft der Frauen